# Pardubice-Rosice nad Labem
Pardubice-Rosice nad Labem – stacja kolejowa w Pardubicach, w kraju pardubickim, w Czechach. Znajduje się na wysokości 220 m n.p.m.
Na stacji istnieje możliwość zakupu biletów i rezerwacji miejsc.

## Linie kolejowe
- 031 Pardubice - Hradec Králové - Jaroměř
- 238 Pardubice - Havlíčkův Brod